# List Piotra do Filipa
List Piotra do Filipa – gnostycki utwór z Nag Hammadi (NHC VIII,2). Forma listu jest wtórna, pierwotnie utwór był dialogiem objawiającym między Jezusem a zmartwychwstałymi apostołami.